# La cospirazione dei morti
La cospirazione dei morti (Заговор мёртвых, Zagovor mёrtvych) è un film muto del 1930 diretto da Semёn Alekseevič Timošenko. Il film è andato perduto.